# Цальгас, Иоганн Баптист фон
Иоганн-Баптист фон Цальгас (нем. Johann Baptist von Zahlhaas; 28 сентября 1787, Вена — 30 декабря 1870, там же) — австрийский театральный деятель, актёр, певец (бас), драматург, поэт, переводчик, либреттист

, театральный режиссёр

.

## Биография
С молодости занимался театральной деятельностью. Под сценическим именем Нейфельд был известным в Австрии и Германии актёром. Выступал на сцене Бургтеатра.
В августе 1817 года переехал в Лейпциг, где до 1821 года играл хара́ктерные роли. Тамже работал в качестве драматурга, либреттиста, переводчика, был исполнителем небольших басовых партий. С 1825 до 1829 г. — придворный актёр в Дрездене. С 1833 по 1834 год был директором Нюрнбергского театра.
В 1834—1836 годах жил в Лейпциге, Берлине и Ольденбурге, с января 1842 по 1844 год возглавлял театр Зондерсхаузен, где также играл роли отцов-героев и характерные роли.
Написал ряд исторических драм и трагедий. Его драматические произведения отличались главным образом резкой характеристикой, живым диалогом и глубоким знанием театрального эффекта. Перевёл и поставил на немецкой сцене шекспировского «Короля Лира» и «Жизнь — это сон» Кальдерона .

## Избранные сочинения
- «Das Leben ein Traum»;
- «Heinrich v. Anjou»;
- «Tassilo II, Herzog v. Bayern»;
- «Der Bruder»;
- «Marie von Orleans»;
- «Karl v. Bourbon»;
- «Jakobe v. Baden»;
- «Die Verlobung»;
- «Das Gespenst auf der Brautschau».